# Umm ar-Rihan
Umm ar-Rihan, també Umm Rihan o Um al-Rehan (àrab: أم الريحان, Umm ar-Rīḥān) és una vila palestina de la governació de Jenin, a Cisjordània, al nord de la vall del Jordà, a 14 kilòmetres de Jenin. És una de les nombroses viles palestines situades en enclavaments a la Zona de Separació. Segons el cens de l'Oficina Central Palestina d'Estadístiques (PCBS) tenia 370 habitants en 2007.
Umm al-Rihan és una de les set viles que formen part de l'enclavament de Barta'a, que rep el nom de la principal ciutat de l'enclavament: Barta'a oriental (pop. 3,500).

## Història
En temps dels  romans, la vila d'Umm ar-Rihan cobria una àrea de 36-40 hectàrees, que consta d'aproximadament un centenar de cases, un sistema de carreteres, i una casa de banys romana. també s'hi ha descobert restes arqueològiques de l'època romana d'Orient.
En 1882 el Survey of Western Palestinedel Fons per a l'Exploració de Palestina descriu el lloc com que té "rastres de ruïnes, pedres elaborades de bona maçoneria [..] al seu oest a la vall hi ha una torre de vigilància en ruïnes".
Al cens de Palestina de 1922 elaborat per les autoritats del Mandat Britànic de Palestina, Kh. Umm Al-Rihan tenia 26 musulmans. Al bosc vora la vila hi ha un lloc memorial al líder palestí Izz ad-Din al-Qassam de la Mà Negra, mort en un tiroteig amb la Palestine Police Force. En 1945 la població d'Umm ar-Rihan fou comptada amb la Ya'bad en un cens oficial de terra i població.
Segons el Pla de les Nacions Unides per a la partició de Palestina de 1947 Umm ar-Rihan havia de formar part de l'Estat de Palestina. Com a conseqüència de la guerra araboisraeliana de 1948, i després dels acords d'armistici araboisraelians de 1949, Umm al-Tut van passar a pertànyer a Jordània i després de la Guerra dels Sis Dies de 1967, ha estat sota domini israelià.
El 27 d'agost de 1998, les Forces de Defensa d'Israel (FDI) van utilitzar excavadores per arrencar milers d'arbres fruiters en desenes de dunums de terra pertanyents a les viles d'Umm ar-Rihan i az-Zawiya per preparar el terreny per a la construcció de dos nous assentaments. El 10 d'octubre 2000 dunums més de terra d'Umm ar-Rehan foren arrasats per expandir els assentaments de Shaked i Hinnanit.
En els mesos següents a l'esclat de la Segona Intifada es van eritir punts de control israelians a les carreteres de l'est i sud a les properes Tura al-Gharbiya i Ya'bad, el que limitava l'accés a la resta de la Cisjordània; els punts de control es van conservar com a les cruïlles del mur de Cisjordània. La ubicació d'Umm ar-Rehan a la zona est de la Línia Verda i a l'oest del mur de Cisjordània es refereix sovint com la "Zona de Separació".

## Avui dia
Umm ar-Rehan està sota l'administració civil de l'Autoritat Nacional Palestina, segons els Acords d'Oslo. Hi ha una escola primària dirigida per l'ANP, però cap escola secundària, clínica o altres instal·lacions mèdiques. Els residents d'Um ar-Rehan poden accedir a una clínica a Barta'a Sharqiyya en cotxe per una carretera no asfaltada. Les 4.700 persones que viuen a l'àrea enclavament de Barta'a depenen d'aquesta clínica governamental que compta amb una farmàcia i també ofereix assessorament sobre el coneixement de la salut, però no té especialistes mèdics, proves de laboratori ni serveis de planificació familiar.
La principal terminal principal per entrar i sortir de l'enclavament de Barta'a Sharqiya Um-ar-Rehan és Imreiha (Reikhan). En novembre de 2004 va ser oberta de 06 a 10 hores del matí només als palestins amb passis verds. L'agost de 2006 fou oberta de 7 a 9 del matí per poder entrar productes israelians a l'àrea del enclavament. Els productes del poble per a l'exportació a Israel s'envien només amb prèvia coordinació amb les autoritats israelianes.
El 30 d'abril de 2004 colons israelians armats van entrar al poble i van disparar a l'aire ocupant breument l'escola primària. Van amenaçar amb "expulsar" els palestins, instant-los a marxar a la propera Ya'bad a l'altra banda del mur de separació. Faruat Zaid, vilatà i funcionari del Ministeri d'Educació de l'Autoritat Nacional Palestina va dir que van tractar de posar-se en contacte amb el FDI sobre la incursió, però no havia obtingut cap resposta. Tant les FDI com la policia va dir que havien estat conscients de l'incident.